# Estefania Küster
Stefanie Ingrid „Estefania” Küster (ur. 28 lipca 1979 w Asunción w Paragwaju) – niemiecka prezenterka telewizyjna, tancerka i modelka. 
Od marca 2001 do sierpnia 2006 była związana z Dieterem Bohlenem, z którym ma syna. Była bohaterką niemieckiej edycji Playboya w grudniu 2001 roku. Jako tancerka wystąpiła w 40 teledyskach. Od jesieni 2006 jest reporterką w audycji telewizyjnej You Can Dance!.